# چاد
چاد (عربی: تشاد) (به فرانسوی: Tchad) (به عربی: جمهوریة تشاد) (به فرانسوی: République du Tchad) کشوری محصور در خشکی در مرکز آفریقا است. پایتخت آن انجامنا است. مساحت این کشور دقیقاً ۱٬۲۸۴٬۰۰۰ کیلومتر مربع است. این کشور از نظر ردهٔ مساحتی در جهان رتبهٔ بیستم را به نام خود کرده‌است و از بزرگ‌ترین کشورهای آفریقا است. با این که مساحت این کشور اندکی از کشور ایران کوچک‌تر است، و مقدار بسیار ناچیزی از نیجر بزرگ‌تر است، اما جمعیت آن از یک هفتم ایران کمتر و حتی از جمعیت نیجر هم کمتر و حدود ۱۶٫۴ میلیون نفر است. مقدار عظیمی از مساحت این کشور بیابان و صحرا است و اکثر زمین‌های آن، غیرقابل کشت می‌باشد. نژادهای این کشور به این ترتیب‌اند: ۲۷/۷ درصد سارا، ۱۲/۳ درصد عرب، ۱۱/۵ درصد مایوکبی، ۹ درصد کانم بورنو و ۳۹/۵ درصد سایرنژادهاست.
نظام حکومتی این کشور بر اساس نظام جمهوری است.
جمهوری چاد از شمال با لیبی (۱۰۵۰ کیلومتر)، از خاور با سودان (۱۴۰۳ کیلومتر)، از جنوب با آفریقای مرکزی (۱۵۵۶ کیلومتر) و ازباختر و جنوب باختری با کامرون (۱۱۱۶ کیلومتر) و از باختر با نیجر (۱۱۹۶ کیلومتر) و با نیجریه (۸۵ کیلومتر) مرز مشترک دارد.

## تاریخ
در هزاره هفتم پیش از میلاد، شرایط زیست‌محیطی در نیمه شمالی قلمرو چاد امروزی برای سکونت انسان مناسب بود و منطقه افزایش جمعیت شدیدی را تجربه کرد. برخی از مهم‌ترین مکان‌های باستان‌شناختی آفریقا در چاد، عمدتاً در منطقه بورکو-اِنِدی-تیبِستی قرار دارند که دیرینگی برخی‌شان به پیش از سال ۲۰۰۰ قبل از میلاد مسیح بازمی‌گردد.
بیش از ۲٬۰۰۰ سال است که حوضه چاد نشیمنگاه مردم کشاورز و یکجانشین بوده و به عنوان یکی از گذرگاه‌های تمدنی به‌شمار می‌آمده‌است.
اولین آن‌ها تمدن افسانه‌ای سائو بود که به خاطر آثار باستانی و تاریخ شفاهی‌اش نام‌آور است. سائو به تسخیر امپراتوری کانم درآمد؛ کهن‌ترین و ماندگارترین در میان امپراتوری‌هایی که در نوار کناره‌ای صحرای بزرگ در بخش چاد تا اواخر هزاره اول میلادی رونق داشتند.
دو مملکت دیگر در منطقه، یعنی سلطنت باقرمی و سلطنت ودای در سده‌های شانزدهم و هفدهم پدیدار شدند. قدرت کانم و وارثان آن مبتنی بر کنترل مسیرهای تجارت صحراگذر بود که از منطقه عبور می‌کردند. این مملکت‌ها که تاحدودی مسلمان به‌شمار می‌آمدند، هرگز کنترل خود را، به‌جز برای برده‌گیری، به سمت دشت‌های سبز جنوب گسترش ندادند. در کانم، حدود یک سوم از ساکنان متشکل از برده‌ها بود.
گسترش استعمار فرانسه منجر به ایجاد «قلمرو نظامی سرزمین و تحت‌الحمایه چاد» در سال ۱۹۰۰ شد. تا سال ۱۹۲۰، فرانسه کنترل کامل این مستعمره را به‌دست‌آورد و آن را ضمیمه آفریقای استوایی خود کرد. ویژگی حاکمیت فرانسه در چاد، عدم وجود سیاستی برای متحد کردن منطقه و نوین‌سازی کُند در مقایسه با سایر مستعمرات فرانسه بود.
فرانسوی‌ها در درجه اول این مستعمره را به چشم یک منبع مهم برای کار ارزان و پنبه خام می‌دیدند. فرانسه تولید پنبه در مقیاس بزرگ را در سال ۱۹۲۹ وارد چاد کرد. دولت استعماری در چاد از نظر نیرو و پرسنل در مضیقه بود و فقط قوم سارا در جنوب را به‌طور مؤثر اداره می‌کرد. حضور فرانسه در شمال و شرق مسلمان‌نشین چاد تنها اسمی بود و نظام آموزشی این مناطق تحت تأثیر این غفلت قرار گرفت.
پس از جنگ جهانی دوم، فرانسه به چاد عضویت در قلمروهای فرادریایی فرانسه اعطا کرد و به ساکنانش حق برخورداری از پارلمان و انتخاب نمایندگان مجلس ملی چاد را داد. بزرگ‌ترین حزب سیاسی آن دوره «حزب ترقی چاد» بود که در نیمه جنوبی مستعمره مستقر بود. چاد در ۱۱ اوت ۱۹۶۰ با رهبری فرانسوا تومبالبایه، از قوم سارا، به عنوان اولین رئیس‌جمهور خود استقلال یافت.

## جغرافیا

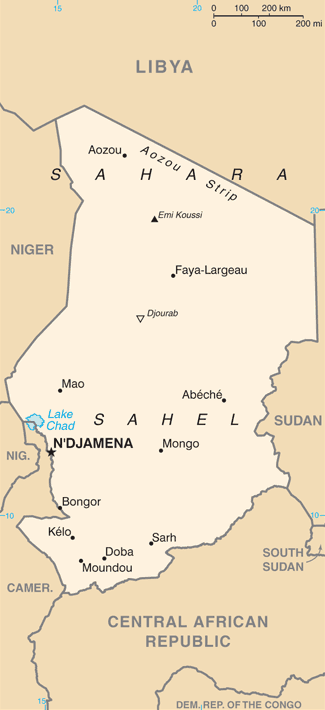

جمهوری چاد با ۱٬۲۸۴٬۰۰۰ کیلومتر مربع مساحت در آفریقای مرکزی و در ناحیه صحرای بزرگ آفریقا واقع است. این کشور ۱۰۹۴ کیلومتر با کامرون، ۱۱۹۷ کیلومتر با جمهوری آفریقای مرکزی، یکهزار و ۵۵ کیلومتر با جمهوری عربی لیبی، ۱۱۷۵ کیلومتر با نیجر، ۸۷ کیلومتر با نیجریه و ۱۳۶۰ کیلومتر با سودان مرز مشترک دارد.
چاد سرزمین جلگه‌ای و صحرایی است و مهم‌ترین ارتفاعات آن در مرز لیبی قرار دارد. حداقل ۱۲۵۹۰۰۰ کیلومتر مربع از خاک این سرزمین را خشکی‌ها فرا گرفته‌اند. به همین دلیل آب و هوای چاد در اکثر نقاط گرم و خشک ولی در بخش‌های جنوبی توأم با رطوبت و بارندگی است.
پست‌ترین نقطه چاد در گودال جوراب ۱۶۰ متر از سطح دریا ارتفاع دارد و بلندای مرتفع‌ترین بخش این کشور در قله امی کوزی به ۳۴۱۵ متر می‌رسد.
اراضی قابل کشت و زرع ۳ درصد، مراتع طبیعی ۳۶ درصد و اراضی جنگلی کمتر از ۲۶ درصد خاک چاد را شامل می‌شوند.
از سوی دیگر دریاچه چاد درغرب این کشور واقع است و رود شاری پس از مشروب کردن جنوب غربی چاد و عبور از پایتخت وارد دریاچه مزبور می‌شود.
دولت چاد معاهدات بین‌المللی مختلفی را در زمینه حفظ محیط زیست امضا کرده‌است که از آن جمله می‌توان به پروتکل حفظ و جلوگیری از تخریب لایه اوزون، موافقتنامه‌های بیابان‌زدایی و حراست از گونه‌های گیاهی و جانوری در حال انقراض، پاکسازی کوهستان و دفن زباله‌ها اشاره کرد.

## تقسیمات کشوری
شهر «انجامنا» (۷۲۱٬۰۰۰ نفر) پایتخت چاد است و از دیگر شهرهای مهم آن می‌توان به «سارح»(۱۰۲٬۰۰۰ نفر)، «موندو»(۱۳۵٬۰۰۰نفر) و «آبشه»(۷۴٬۰۰۰ نفر) اشاره کرد.

## سیاست

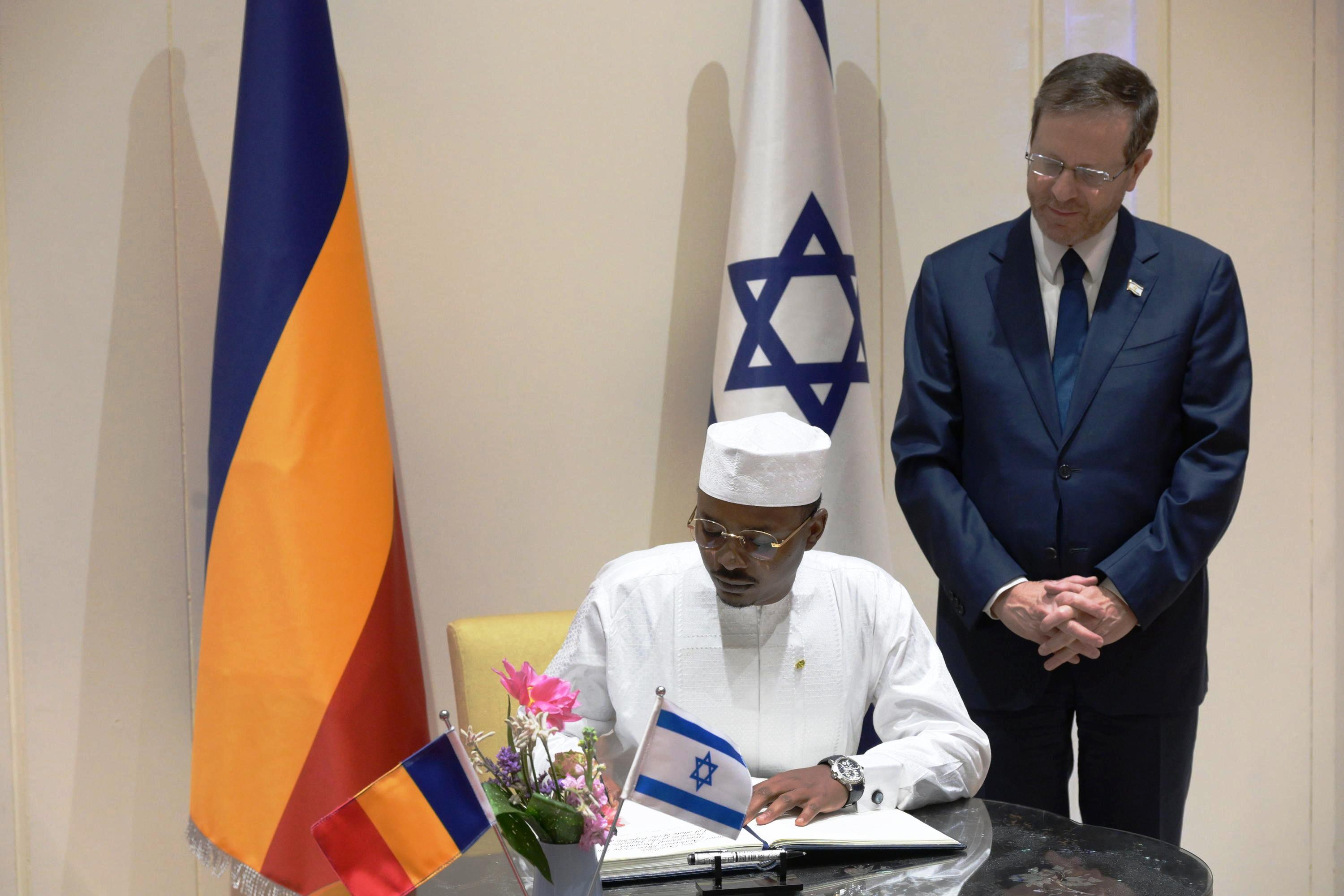
محمد دبی رئیس‌جمهور چاد و اسحاق هرتزوگ یازدهمین رئیس‌جمهور اسرائیل در سال ۲۰۲۳ میلادی

جمهوری چاد در تاریخ ۱۱ اوت ۱۹۶۰ به استقلال رسید ولی هنوز آرامش کامل در آن برقرار نشده و این کشور در سال‌های اخیر بارها به تحریک نیروهای خارجی با جنگ داخلی روبرو شده‌است.
آقای «ادریس دبی» که بیش از ۳۰ سال رئیس‌جمهور کشور چاد بود، در مورخه ۲۰ آوریل ۲۰۲۱ در سن ۶۸ سالگی در جبهه جنگ با گروه‌های مسلح مخالفش کشته شد.
جمهوری چاد علاوه بر سازمان ملل متحد (UN)، در بانک توسعه آفریقا (ADB)، کمیسیون اقتصادی آفریقا (ECA)، سازمان خواربار و کشاورزی ملل متحد (FAO)، گروه ۷۷ (G-۷۷)، بانک بین‌المللی ترمیم و توسعه (IBRD)، سازمان وحدت آفریقا (OAU)، جنبش غیرمتعهد (NAM)، سازمان کنفرانس اسلامی (OIC)، سازمان تجارت جهانی (WTO)، صندوق بین‌المللی پول (IMF)، سازمان بین‌المللی هواپیمایی کشوری (ICAO)، اتاق بازرگانی اسلامی (ICC)، جامعه بین‌المللی توسعه (IDA)، صندوق بین‌المللی توسعه کشاورزی (IFAD)، سازمان بین‌المللی کار (ILO)، سازمان بین‌المللی ارتباطات دور ماهواره‌ای (INTELSAT)، کمیسیون سازمان ملل متحد برای تجارت و توسعه (UNCTAD)، سازمان جهانی مالکیت معنوی (WIPO)، سازمان هواشناسی جهانی (WMO) و سازمان جهانی بهداشت (WHO) عضویت دارد.

## اقتصاد

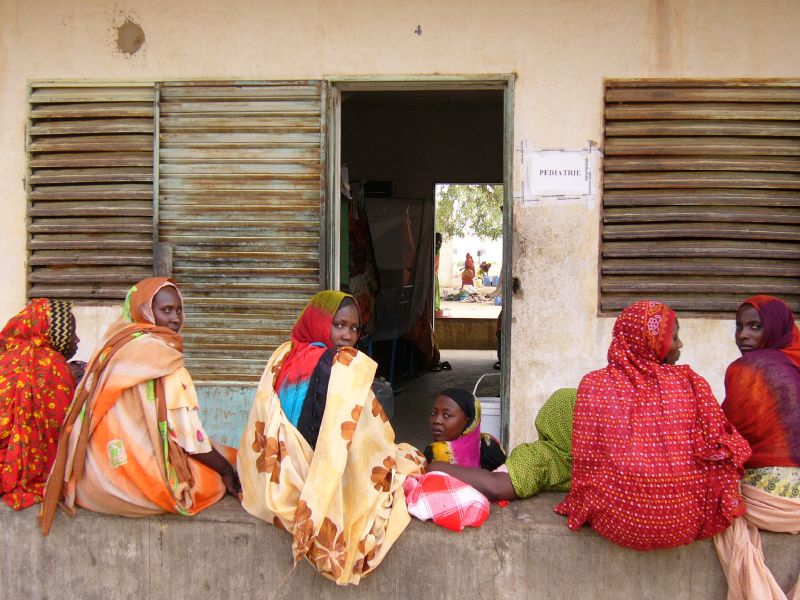

چاد مرکز راه‌های تجاری و ارتباط میان آفریقای شمالی و آفریقای مرکزی و یکی از کشورهای فقیر جهان است. به دلیل محصور بودن در خشکی و عدم دسترسی به دریاهای آزاد، وسعت زیاد و گسترش صحراها، و بالاخره عدم ثبات سیاسی تاریخی ناشی از اختلافات بخش شمالی و جنوبی؛ توسعه اقتصادی و سیاسی چاد به تأخیر افتاده‌است. شورش سال ۱۹۶۶ میلادی، همچنین خشکسالی سال‌های ۱۹۶۸ تا ۱۹۷۴ و وابستگی به کمکهای خارجی این عقب ماندگی را تشدید کرده‌است.
میزان تولید ناخالص داخلی این کشور در پایان سال ۱۹۹۹ به ۶/۱ میلیارد دلار رسید و نرخ رشد آن (۰/۱-) درصد بود.
۹/۳۷ درصد از تولید ناخالص داخلی این جمهوری مربوط به بخش کشاورزی، ۹/۱۳ درصد مربوط به بخش صنعت و ۲/۴۸ درصد از آن مربوط به بخش خدمات است. میانگین نرخ رشد تولید ناخالص داخلی این کشور در فاصله سال‌های ۱۹۹۰ تا ۱۹۹۸ حدود (۳۳/۰-) درصد بود. از سوی دیگر نرخ تورم اقتصاد چاد در سال ۱۹۹۹ به ۱۵ درصد رسید.
چاد نزدیک به ۲ میلیون و ۸۰۰ هزار نفر نیروی کار دارد و نرخ بیکاری این کشور حدود ۲۰ درصد است.

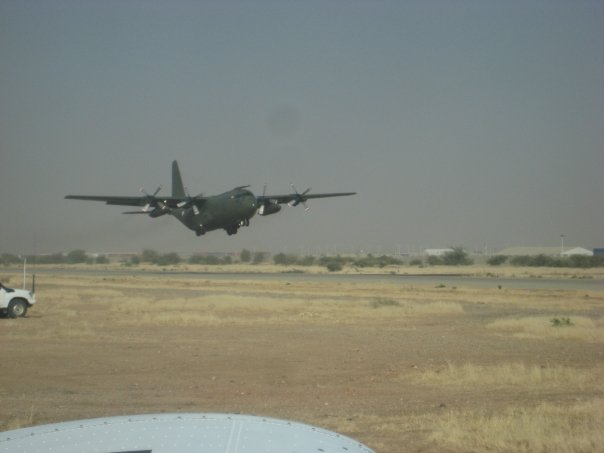

درآمد سرانه ملی چاد به عنوان یک کشور فقیر کمتر از ۵۵۰ دلار در سال است. ضمن آنکه میزان بدهیهای خارجی این کشور به حدود ۷۵۰ میلیون دلار می‌رسد.
جمهوری چاد ذخایر غنی از نمک، اورانیوم، خاک چینی، الماس و تنگستن دارد. صنایع چاد عمدتاً در زمینه تولید منسوجات، بسته‌بندی مواد غذایی، تولید کربنات سدیم، صابون، سیگار، مصالح ساختمانی و صنایع دستی فعال است.
از سوی دیگر پنبه، ارزن، بادام زمینی، برنج و سیب‌زمینی جزو مهم‌ترین تولیدات بخش کشاورزی چاد به‌شمار می‌روند.
ارزش صادرات چاد در سال ۱۹۹۹ به ۲۷۰ میلیون دلار رسید. کشورهای فرانسه، کامرون و آمریکا در این سال بزرگ‌ترین شرکای صادراتی چاد بودند.
همچنین در این سال جمهوری چاد بیش از ۲۰۱ میلیون دلار کالا وارد کرد. کامرون، فرانسه، نیجریه، ژاپن، زئیر، کنگو و آمریکا بزرگ‌ترین صادرکنندگان کالا به چاد هستند.
واحد رسمی پول چاد «فرانک» است و هر دلار آمریکا تقریباً با ۲۰۰ فرانک چاد برابری می‌کند.
ذخایر معدنی: نمک، اورانیوم، خاک چینی، الماس و تنگستن
تولیدات صنعتی: منسوجات، کربنات سدیم، صابون، سیگار
محصولات کشاورزی: پنبه، ارزن، بادام زمینی، برنج، سیب زمینی
شرکای عمده وارداتی: فرانسه، کامرون، آمریکا
شرکای عمده صادراتی: کامرون، فرانسه، نیجر، ژاپن، زئیر

## دامپروری
بر اساس گزارش فائو در سال ۲۰۱۹ تعداد دام زنده موجود در چاد به این شرح بوده‌است:
گوسفند(۳۵٫۸ میلیون) - خوک(۱۱۷٬۰۰۰) - بز(۳۸٫۷ میلیون) - گاو(۳۰٫۶ میلیون) - شتر(۸٬۲۷۶٬۰۰۰)

## نیروی نظامی
تلاش‌های زیادی برای افزایش بودجه نظامی تا سقف ۴ درصد تولید ناخالص ملی صورت گرفته‌است. با این حال نیروی نظامی چاد با بودجه ای معادل ۴۰۰ میلیون دلار، در رده کوچک‌ترین ارتش‌های جهان قرار دارد.
بزرگ‌ترین مأموریت این نیروها که با پشتیبانی تسلیحاتی کشورهای مختلف اروپایی و آسیایی صورت گرفته‌است، مبارزه با شورشیان داخلی کشور است.
از عملیات‌های خارجی ارتش می‌توان به مشارکت در طرح افزایش امنیت جمهوری آفریقای مرکزی نام برد.

## مردم

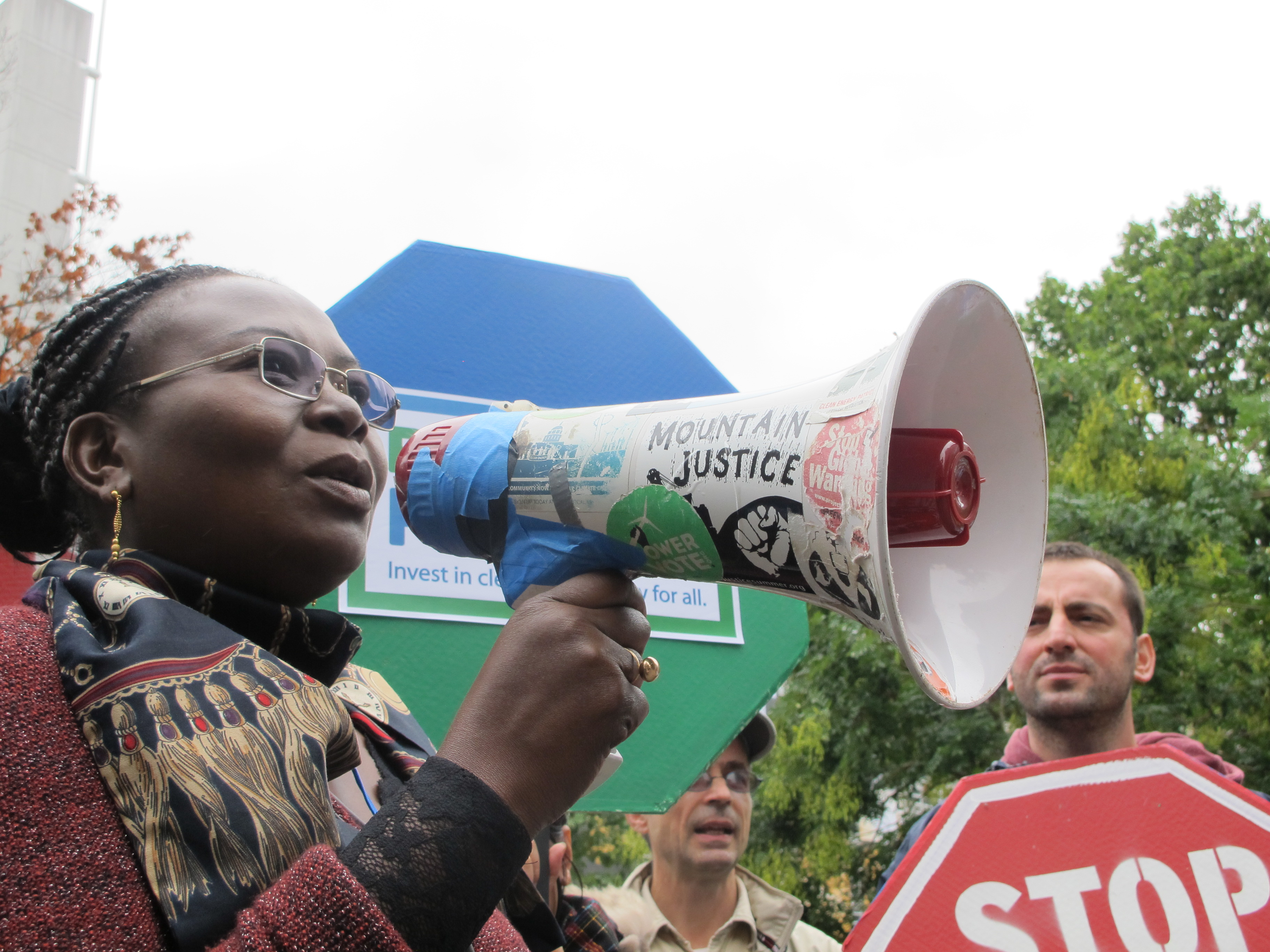
دالفین جیرایبی مؤسس انجمن چاد برای پیشرفت و دفاع از حقوق بشر اهل چاد

جمهوری چاد بالغ بر ۱۶٫۳ میلیون نفر جمعیت دارد.
نرخ رشد جمعیت این کشور نزدیک به ۳/۳ درصداست. از سوی دیگر به‌طور میانگین در هر کیلومتر مربع از خاک این سرزمین ۸/۵ نفر زندگی می‌کنند.
چاد به ازای هر هزار نفر از جمعیت خود ۴۸ نفر نرخ زاد و ولد و ۱۵ نفر نرخ مرگ و میر دارد.
امید به زندگی در میان مردان چاد ۵۳ سال و در بین زنان این کشور ۵۶ سال است. زبان رسمی مردم چاد فرانسوی است ولی در برخی از نقاط مردم به زبان عربی صحبت می‌کنند.
حداقل ۷۹ درصد از مردان و ۳۶ درصد از زنان بالای ۱۵ سال چاد باسوادند.
چاد یکی از کشورهای عقب مانده جهان است و شیوع گسترده برخی بیماری‌های مرگبار همه ساله جان تعداد کثیری از ساکنین این کشور را می‌گیرد.

مردم چاد از نژاد عرب، سودانی و بانتویی هستند. اعراب شمال این کشور زندگی بادیه‌نشینی دارند ولی جنوبی‌ها اکثراً سیاهپوستان قبایل بانتویی هستند.
برخی از ویژگی‌های چاد
- مساحت: ۱٬۲۸۴٬۰۰۰ کیلومتر مربع
- جمعیت: ۱۶٬۳۷۳٬۰۰۰
- نرخ رشد سالانه جمعیت :۳/۳ درصد

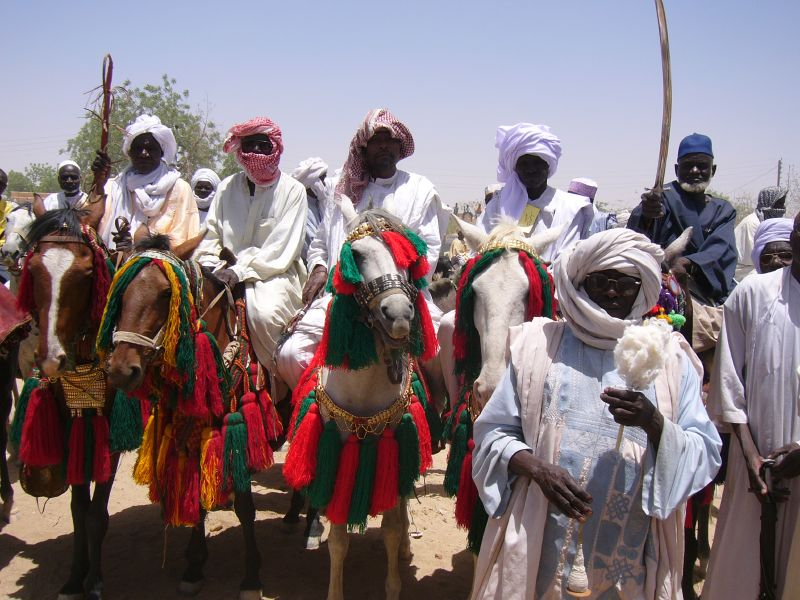
اسب‌سواری میان اهالی چاد

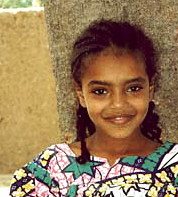
یک دختر اهل چاد

- میانگین نرخ رشد جمعیت در سال‌های ۱۹۹۸–۱۹۹۰: ۲/۷ درصد
- نسبت جمعیت زیر ۱۴ سال: ۴۸ درصد
- نسبت جمعیت ۱۵ تا۶۴ سال: ۴۹ درصد
- نسبت جمعیت بالای ۶۵ سال: ۳ درصد
- نرخ زاد و ولد در هر هزار نفر: ۴۸/۸ نفر
- نرخ مرگ و میر در هر هزار نفر: ۱۵/۷ نفر
- نرخ مرگ و میر کودکان در هر هزار نفر: ۶۶/۹۶ درصد
- نرخ باروری زنان: ۶۳/۶ درصد
- امید به زندگی در بین مردان: ۵۳ سال
- امید به زندگی در بین زنان: ۵۶ سال
- تراکم نسبی جمعیت در هر کیلومتر مربع: ۱۲ نفر
- نسبت با سوادی مردان بالای ۱۵ سال: ۱/۶۲ درصد
- نسبت با سوادی زنان بالای ۱۵ سال: ۷/۳۴ درصد
- تیره‌های جمعیتی:عرب، سودانی، بانتوئی
- مذهب اکثریت جمعیت: اسلام سنی (مالکی) ۷۵ درصد، مسیحی ۲۰ درصد (۱۵درصد کاتولیک و ۵ درصد پروتستان)
- مذهب اقلیت جمعیت: آنیمیسم ۵ درصد
- زبان رسمی: فرانسوی، عربی

## افسردگی
هر ساله آماری از سوی مؤسسه‌های آمارگیری و سازمان جهانی بهداشت دربارهٔ میزان شادی و افسردگی در کشورهای جهان بر اساس فاکتورهایی مانند میزان مشارکت مردم در فعالیت‌های ورزشی و آمار شیوع افسردگی و همچنین میزان اشتیاق برای فعالیت‌های شغلی و کارهای داوطلبانه اعلام می‌شود. کشور آفریقایی چاد به عنوان افسرده‌ترین کشور جهان و رتبه اول افسردگی در جهان انتخاب شد.

## ارتباطات
توسعه نیافتگی چاد حتی در بخش مخابرات نیز به چشم می‌خورد به گونه‌ای که در پایان سال ۲۰۰۰ بسیاری از مناطق شهری و روستایی این کشور از امکانات مخابراتی محروم بودند.
تا پایان سال ۱۹۹۹ حداکثر ۶۵ هزار شماره تلفن ثابت در این جمهوری فعال بود ولی آمار دقیقی از تعداد خطوط تلفن همراه در دست نیست.
از نظر راه‌های مواصلاتی نیز بیش از ۲۳ فرودگاه بزرگ و کوچک و ۹۳ هزار کیلومتر جاده اصلی و فرعی در این جمهوری وجود دارد. البته تنها فرودگاه «انجامنا» توانایی پذیرش هواپیماهای بزرگ را دارد.